# Le Parnasse (Mantegna)
Pour les articles homonymes, voir Parnasse et Mars et Vénus.

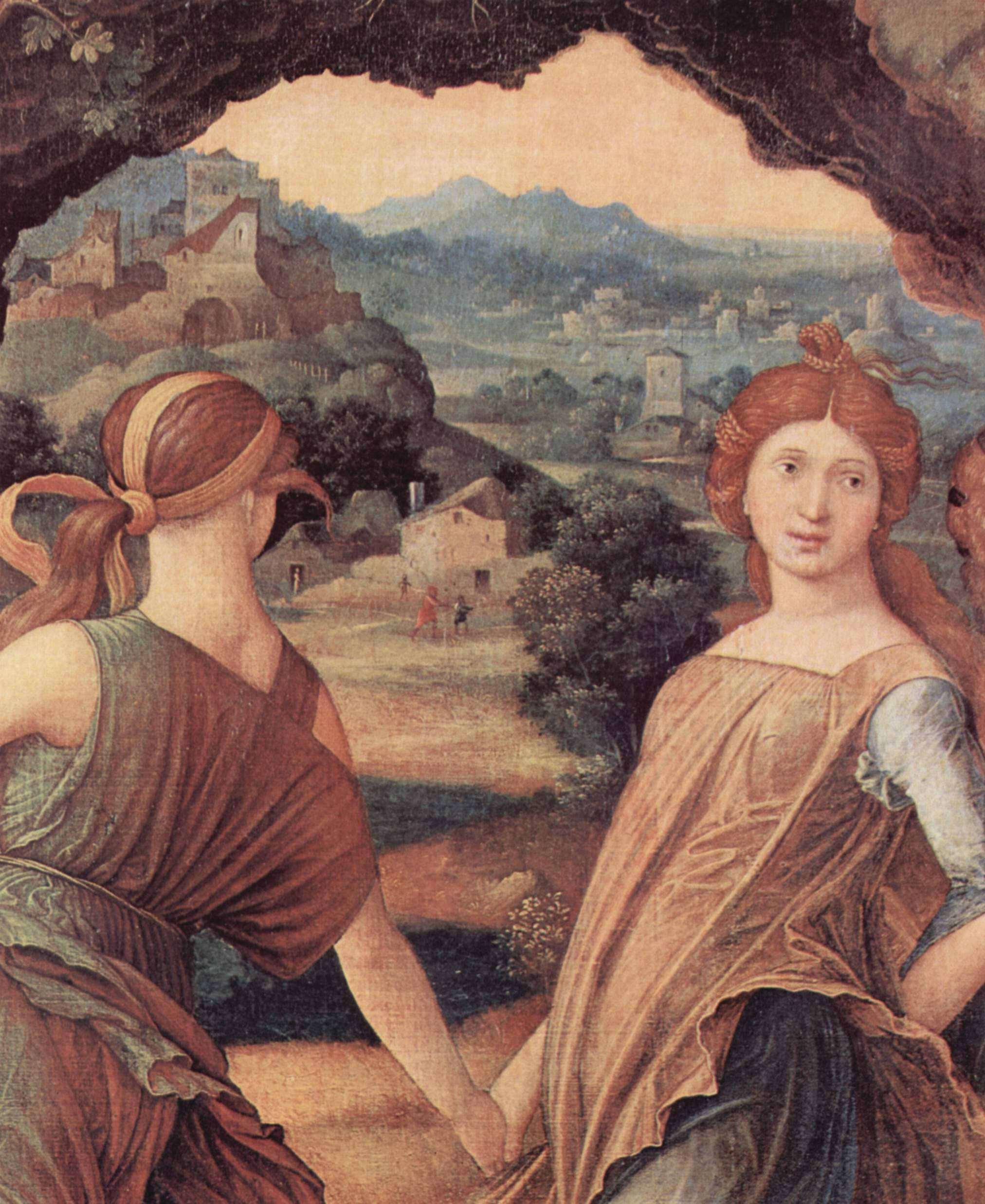
Détail du paysage dans l'arc de pierre

Le Parnasse, appelé aussi Mars et Vénus est un tableau daté de 1497 du peintre de la Renaissance Andrea Mantegna, conservé aujourd'hui au Musée du Louvre, à Paris.

## Histoire
Destiné au premier studiolo d'Isabelle d'Este situé d'abord au château Saint-Georges de Mantoue, le tableau fait partie d'un ensemble d'œuvres de Mantegna avec deux autres tableaux dont Minerve chassant les Vices du jardin de la Vertu.
Le tableau aurait été retouché sur plusieurs endroits (paysage dans la trouée de l'arc rocheux).
Acheté par Richelieu, le tableau fit l'objet ensuite d'une saisie révolutionnaire pour être transféré au musée du Louvre.

## Thème
Le thème mythologique du Parnasse, lieu des amours adultères de Mars et Vénus, serait celui de l'épanouissement des arts représenté par Apollon et les Muses sous la bienveillance de Vénus (Isabelle d'Este) et de Francesco Gonzague (Mars).
Il puise sa source dans le poème épique latin Les Métamorphoses d'Ovide (Livre 4, v. 167-189).

## Composition
Mars et Vénus, placés au-dessus d'un arc de pierre, devant un lit et fond de verdure, sont côtoyés à gauche par Antéros, signe de l'Amour céleste, qui décoche une flèche sur l'entrejambe de Vulcain.
Les neuf muses sur le devant du tableau dansent, Apollon jouant de la lyre assis à gauche.
À la droite du tableau, Mercure est accompagné de Pégase ; derrière eux tombent les cascades de l'Hélicon.
Une ville est visible dans la trouée de l'arc de pierre.

## Postérité
Le tableau fait partie des « 105 œuvres décisives de la peinture occidentale » constituant le musée imaginaire de Michel Butor.